# Вагали (Горайская волость, до 2010 года — Синерецкая волость)
Вагали — деревня в Горайской волости Островского района Псковской области.
Расположена на правом берегу реки Синяя, в 34 км к югу от города Остров и в 15 км к юго-западу от волостного центра, деревни Крюки. В этом же районе на реке Великая есть вторая одноимённая деревня.
Численность населения деревни по состоянию на 2000 год составляла 12 человек.
До 3 июня 2010 года деревня входила в состав ныне упразднённой Синерецкой волости с центром в д.Гривы.